# 天正寺 (中野市)
天正寺（てんしょうじ）は、日本の長野県中野市永江にある曹洞宗の寺院である。山号は興龍山。院号は護国院。満照寺（長野県千曲市）の末寺。

## 概要
『豊田村誌』は709年（和銅2年）草庵を営んだのが天正寺の始まり（伝説）としている。また、1542年（天分12年）勅特賜継法妙続花獄玄樹禅師が堂宇を再建、中興の開祖としている。「信州なかの産業・観光公社のホームページ」には「天正寺は、国文学者の高野辰之生家の菩提寺であり博士直筆の掛け軸が残る寺で地域に新しく嫁いだ嫁が家に定着することを祈願する伝統行事「嫁せんぼう」が毎年4月に行われる。」と記している。

## 本堂
現在の本堂は1909年（明治42年）に再建されたものである。

## 歴史
- 709年（和銅2年）草庵を営む。（伝承）
- 1542年（天分12年）勅特賜継法妙続花獄玄樹禅師（中興の開祖 ）が堂宇を再建。
- 1573年（天正元年）玄樹和尚、天正寺と称す。
- 1731年（享保16年）火災により焼失。大鏡和尚、伽藍を再建。
- 1909年（明治42年）本堂・庫裡など焼失。俊定和尚、再建[1]。

## 境内
- 本堂
- 山門
- 羅漢堂
- 庫裡
- 鐘楼
- 衆寮[1]